# Stanislav Peterlin
Stanislav Stane Peterlin, slovenski biolog, strokovnjak za varstvo naravne dediščine, * 13. december 1937, Ljubljana.
Stanislav Peterlin je leta 1961 diplomiral na biološkem oddelku Biotehniške fakultete v Ljubljani in se zaposlil v naravovarstveni službi Zavoda Socialistične republike Slovenije za spomeniško varstvo, ki jo je vodil do leta 1991, nato je bil do 1994 svetovalec ministra za kulturo v svoji stroki. V letih 1983–1993 je na ljubljanski Biotehniški fakulteti predaval o varstvu naravne dediščine. Bil je urednik revije Varstvo narave (1963–1991), uredil je Zeleno knjigo o ogroženosti okolja v Sloveniji (COBISS) in Inventar najpomembnejše naravne dediščine Slovenije (COBISS). Sodeloval je pri nominaciji Škocjanskih jam za vpis v seznam Unescove svetovne dediščine. Kot avtor ali urednik je sodeloval pri različnih publikacijah o Triglavskem narodnem parku. V strokovnih revijah ter Proteusu, Pionirju, Mojem malem svetu in Pionirskem listu je objavil več strokovnih in poljudnoznanstvenih prispevkov iz varstva narave in biologije.

## Odlikovanja, priznanja in nagrade
- Leta 1992 je prejel Steletovo nagrado
- Leta 2001 je prejel častni znak svobode Republike Slovenije »za življenjsko delo na področju varstva narave.«[2]
- Leta 2005 je postal častni član Prirodoslovnega društva Slovenije.